# アミミドロ
アミミドロ（網深泥）は、淡水性の藻類で、網の目のような形をしている。

## 特徴

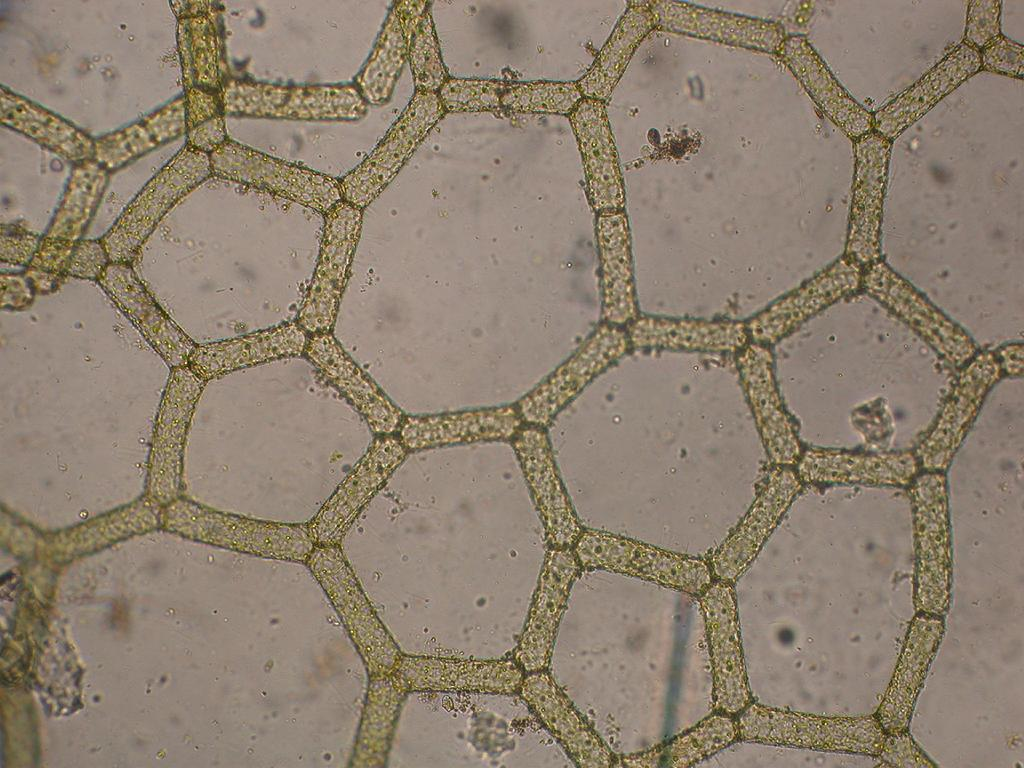
アミミドロの網状群体

大きいものは全体で30cmにもなり、淡水藻では大型の部類に属する。全体は細長い袋状で、五角形か六角形の網目構造からなっている。つまり、金網を円筒形の袋の形につなげたような形である。その長さは1cm足らずのものから前述のように大きなものまで様々である。ただし大きいものは全体の形が壊れてしまっている場合も多い。固着のための構造はなく、浅い水域で浮遊するか、何かに引っ掛かって固まっているだけである。色は鮮やかな黄緑。
網目の各々の辺が1個の細胞からなっている。個々の細胞は円柱形。それぞれが当初は単核であるが、成長に伴って次第に多核になる。
その姿に特にまとまりが感じられないこと、あまりに大きいことから、この藻類はアオミドロなどと同じように簡単ながらも多細胞藻類であるように見えるが、実は違っている。アオミドロなど多細胞藻類は細胞分裂によって細胞を増やしながら、全体が成長して行くのであるが、アミミドロの場合、小さい藻体も大きい藻体も細胞数は変わらず、個々の細胞の大きさが異なるだけである。成長は、細胞それぞれが大きくなるだけであり、したがって、小さい藻体では網の目も細かく、大きい藻体では網の目は粗い。
つまり、この藻類は非常に大柄ながら、クンショウモやボルボックスと同様に、細胞群体である。群体全体の細胞数は一定で、細胞数が増えるのではなく、細胞が育つことだけで成長する。ただし、大きくなる間に破れるようにして藻体の形がくずれることがある。網が破れても細胞の壊れていない部分は生きているから、群体全体の形を止めない場合もままある。
なお、細胞群体のことを別名を定数群体と言う。これは、群体を構成する細胞の数が一定（たいていは2の階乗、群体ができる時の細胞分裂回数による）なためであるが、アミミドロの場合、細胞数は約2万個で必ずしも一定しない。

## 生活環
主として無性生殖で増える。暖かい時期には、大きく成長した群体において、細胞内がすべて鞭毛を持つ遊走子に分かれる。遊走子は泳ぎ回る余裕がないぐらい密生し、細胞内側の表面に並ぶ。やがてそれらが群体を構成する細胞に変わり、網目を形成する。やがて細胞壁が壊れると、新しい群体が放出される。つまり、親群体の個々の細胞から、それぞれ新しい群体が作られる。群体が円筒形をしているのは、もとの細胞の形を反映したものである。
有性生殖は細胞内に多数の配偶子が形成され、それが泳ぎ出して接合することで行われる。配偶子は先端に2本の等長の鞭毛を持つ、同型配偶子である。接合子は発芽するとポリエドラとなり、その内部に多数の遊走子を形成し、それが網状の群体を作る。接合核は発芽時に減数分裂を行う。

## 成育環境
ごく浅い、富栄養な水域に生育する。水田にもよく見られる。その他、河川のよどみのごく浅いところなどにも出現する。
特に役に立つ場面はない。迷惑することもほとんどない。まれに増え過ぎて水路の邪魔になったり、金魚などの養魚場で増えて、小魚が藻体の網の目に引っ掛かって死ぬ、などという話がある程度である。

## 分類
アミミドロは細胞群体を形成することや、その繁殖法がクンショウモと同じで、これらは同じ群に属する。一般には以下の名前が使われるが、種の同定にはやや疑問があるようである。従来はクロロコックム目とすることが多かったが、現在では、遺伝子解析などからヨコワミドロ目に分類されることが分かっている。
緑色植物門 Chlorophyta
- 緑藻綱 Chlorophyceae
  - ヨコワミドロ目 Sphaeropleales
    - アミミドロ科 Hydrodictyaceae
      - アミミドロ属 Hydrodictyon

## 化石
岩の表面に六角形の模様を生じるものが、アミミドロ類の化石ではないかと言われたことがある。コダイアミモ Paleodictyon と名も付けられたが、現在ではこれは藻類ではなく、根足虫類の1つ、クセノフィオフォラ類であると考えられている。